# Cục Khí tượng Thủy văn (Việt Nam)
Cục Khí tượng Thủy văn là cơ quan trực thuộc Bộ Nông nghiệp và Môi trường, thực hiện chức năng tham mưu, giúp Bộ trưởng Bộ Nông nghiệp và Môi trường quản lý nhà nước và tổ chức thực thi pháp luật về khí tượng thủy văn trong phạm vi cả nước; quản lý và tổ chức thực hiện các hoạt động dịch vụ công thuộc phạm vi quản lý nhà nước của Tổng cục theo quy định của pháp luật.

## Lịch sử phát triển
Ngày 18 tháng 4 năm 1891, thành lập Trạm Khí tượng đầu tiên tại Tòa Công sứ Nam Định. Đến ngày 16 tháng 9 năm 1902, Toàn quyền Đông Dương ra Nghị định thành lập tại Đông Dương Đài Quan sát Từ trường và Khí tượng Trung ương (Đài Khí tượng Phù Liễn, Hải Phòng).
Ngày 3 tháng 10 năm 1945, Chủ tịch nước Việt Nam Dân chủ Cộng hòa Hồ Chí Minh ban hành Sắc lệnh số 41 đưa Sở Thiên văn và Đài Thiên văn Phủ Liễn về trực thuộc Bộ Giao thông Công chính. Mười năm sau vào ngày 28 tháng 9 năm 1955, Chính phủ ban hành Nghị định số 588/TTg thành lập Nha Khí tượng trực thuộc Phủ Thủ tướng. Ngày 5 tháng 6 năm 1956, Chính phủ ban hành Nghị định số 916/TTg thành lập Nha Khí tượng Thủy văn. Ngày 29 tháng 12 năm 1958, Chính phủ ban hành Nghị định số 563/TTg chuyển công tác thủy văn sang Bộ Thủy lợi và đổi tên Nha Khí tượng Thủy văn thành Nha Khí tượng trực thuộc Phủ Thủ tướng.
Ngày 14 tháng 10 năm 1975, Ủy ban Thường vụ Quốc hội ra Nghị quyết số 21-NQ/QHK6 thành lập Tổng cục Khí tượng Thủy văn trên cơ sở hợp nhất Nha Khí tượng và Cục Thủy văn (thuộc Bộ Thủy lợi). Một năm sau vào ngày 5 tháng 11 năm 1976, Chính phủ ban hành Nghị định số 215/CP sáp nhập khí tượng và thủy văn quy định chức năng, nhiệm vụ, quyền hạn và cơ cấu tổ chức bộ máy của Tổng cục Khí tượng Thủy văn gồm 6 Vụ, 38 Đài khí tượng thủy văn tỉnh, thành và 12 đơn vị sự nghiệp.
Ngày 11 tháng 11 năm 1994, Chính phủ ban hành Nghị định số 62/CP quy định chức năng, nhiệm vụ, quyền hạn và cơ cấu tổ chức bộ máy của Tổng cục KTTV gồm 7 Vụ, 9 Đài KTTV khu vực và 8 đơn vị sự nghiệp. Tám năm sau, vào năm 2002, Chính phủ Việt Nam ban hành Nghị định số 91/2002/NĐ-CP thành lập Bộ Tài nguyên và Môi trường quy định chức năng, nhiệm vụ, quyền hạn và cơ cấu tổ chức của Bộ Tài nguyên và Môi trường, theo đó Trung tâm Khí tượng Thủy văn Quốc gia là một đơn vị sự nghiệp trực thuộc Bộ này. Ngày 9 tháng 1 năm 2003, Bộ trưởng Bộ Tài nguyên và Môi trường ban hành Quyết định số 15/2003/QĐ-BTNMT quy định chức năng, nhiệm vụ, quyền hạn và cơ cấu tổ chức của Trung tâm Khí tượng Thủy văn Quốc gia.

Vào các năm 2008 và 2013, Thủ tướng Chính phủ Việt Nam ban hành Quyết định số 128/2008/QĐ-TTg và Quyết định 77/2013/QĐ-TTg quy định chức năng, nhiệm vụ, quyền hạn và cơ cấu tổ chức của Trung tâm Khí tượng Thủy văn quốc gia trực thuộc Bộ Tài nguyên và Môi trường.

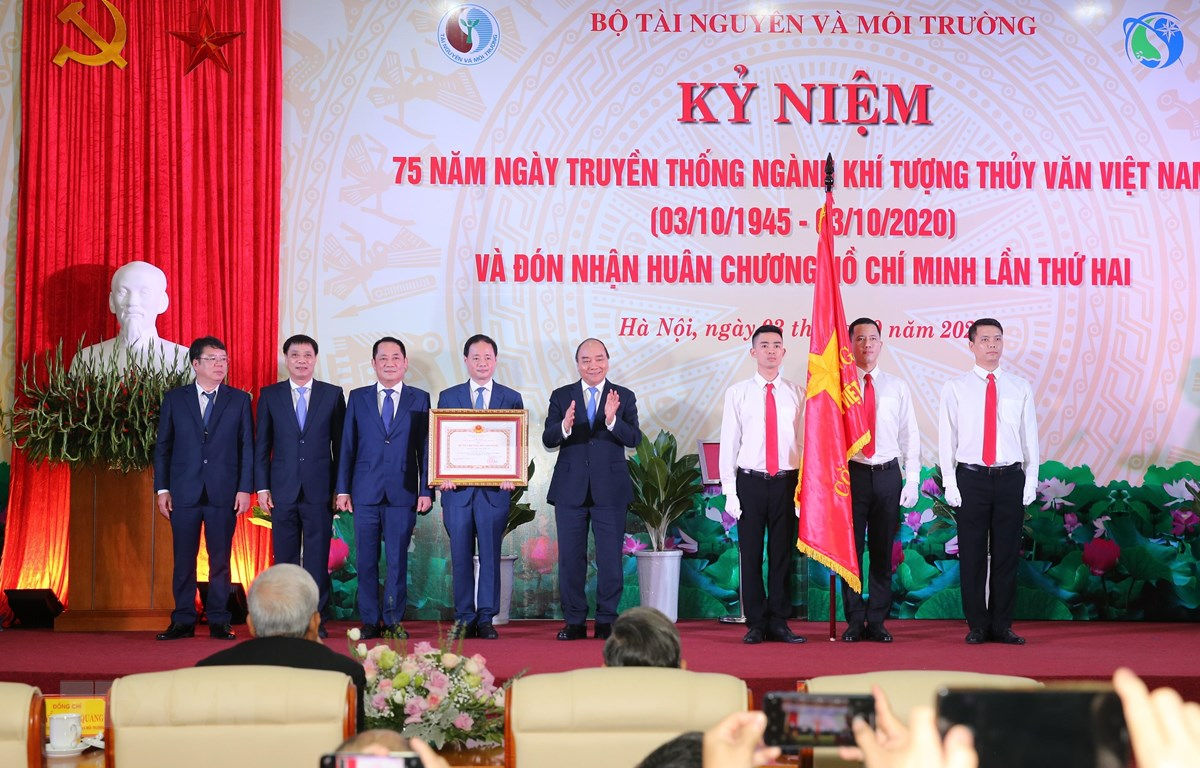
Tổng cục Khí tượng Thủy văn đón nhận Huân chương Hồ Chí Minh lần 2

Ngày 4 tháng 4 năm 2017, Tổng cục Khí tượng Thủy văn được thành lập lại theo Nghị định số 36/2017/NĐ-CP ngày 4/4/2017 của Chính phủ, trên cơ sở Trung tâm Khí tượng Thủy văn quốc gia và mảng khí tượng thủy văn tách ra từ Cục Khí tượng Thủy văn và Biến đổi khí hậu (cơ quan tách ra còn lại là Cục Biến đổi khí hậu).  Ngày 23 tháng 1 năm 2018, Thủ tướng Chính phủ ban hành Quyết định số 03/2018/QĐ-TTg quy định chức năng, nhiệm vụ, quyền hạn và cơ cấu tổ chức của Tổng cục Khí tượng Thủy văn.
Ngày 17 tháng 12 năm 2019, Thủ tướng Chính phủ ban hành Quyết định số 1821/QĐ-TTg về lấy ngày 3 tháng 10 làm Ngày truyền thống ngành Khí tượng thủy văn Việt Nam.
Ngày 24 tháng 4 năm 2023, Thủ tướng Chính phủ ban hành Quyết định số 10/2023/QĐ-TTg quy định chức năng, nhiệm vụ, quyền hạn và cơ cấu tổ chức của Tổng cục Khí tượng Thủy văn, có 7 Đài khí tượng trực thuộc là Miền núi phía Bắc, Trung du và Đồng bằng Bắc Bộ, Bắc Trung Bộ, Trung Trung Bộ, Nam Trung Bộ, Tây Nguyên và Nam Bộ. 
Ngày 1 tháng 3 năm 2025, khi sáp nhập Bộ Nông nghiệp và Phát triển Nông thôn với Bộ Tài nguyên và Môi trường, cùng với chủ trương bỏ cấp Tổng cục, Tổng cục Khí tượng Thủy văn được chuyển nguyên trạng thành Cục Khí tượng Thủy văn, là đơn vị cấp cục trực thuộc Bộ Nông nghiệp và Môi trường. Cục trưởng là ông Nguyễn Thượng Hiền.

## Cơ cấu tổ chức
Quyết định 35 ngày 1 tháng 3 năm 2025 của Bộ Nông nghiệp và Môi trường quy định các phòng chức năng đóng vai trò tham mưu giúp việc gồm Phòng Quản lý dự báo và thông tin, dữ liệu Khí tượng thủy văn; Phòng Quản lý mạng lưới Khí tượng thủy văn; Phòng Khoa học, Công nghệ và Hợp tác quốc tế; Phòng Kế hoạch – Tài chính; Phòng Tổ chức cán bộ; Văn phòng.
Năm 2025, Cục Khí tượng Thủy văn có 4 đơn vị sự nghiệp ở cấp Trung ương gồm Trung tâm Kỹ thuật quan trắc khí tượng thủy văn; Trung tâm Dự báo khí tượng thủy văn quốc gia; Trung tâm Thông tin và Dữ liệu khí tượng thủy văn; Trung tâm Điều tra khảo sát, Công nghệ và dịch vụ Khí tượng thủy văn. Ngoài ra, Cục có 3 Đài khí tượng cấp vùng là Đài Khí tượng Thủy văn khu vực Bắc Bộ, Đài Khí tượng Thủy văn khu vực Trung Bộ, Đài Khí tượng Thủy văn khu vực Nam Bộ. Ở cấp tỉnh, có 34 Đài Khí tượng Thủy văn tỉnh và gần 500 trạm quan trắc Khí tượng Thủy văn, hải văn, môi trường, ra đa thời tiết.